# Gordon-Nunatakker
Die Gordon-Nunatakker sind eine Gruppe von Nunatakkern im südzentralen Palmerland auf der Antarktischen Halbinsel. Sie ragen an der Südflanke des Mosby-Gletschers nahe dessen Kopfende auf.
Der United States Geological Survey kartierte sie anhand von Luftaufnahmen der United States Navy aus den Jahren von 1966 bis 1969. Das UK Antarctic Place-Names Committee benannte sie 1978 nach dem US-amerikanischen Kartographen und Geologen Arnold Lewis Gordon (* 1940) von der Columbia University, stellvertretender Leiter einer 1981 durchgeführten US-amerikanisch-sowjetischen Expedition zur Erkundung der Polynja im Weddell-Meer (englisch Weddell Polynya Expedition, kurz WEPOLEX-81).